# Rue Saint-Jean (Lyon)
Pour les articles homonymes, voir Rue Saint-Jean.

La rue Saint-Jean est une rue piétonne pavée du quartier du Vieux Lyon, dans le 5e arrondissement de Lyon.

## Situation et accès
Elle est la rue principale du quartier du même nom, et l'une des plus fréquentées de Lyon. D'orientation nord-sud, elle relie la place du Change et la place Saint-Jean.
Ce site est desservi par la station de métro Vieux Lyon - Cathédrale Saint-Jean.
- Lignes de bus 29-30-31-C14-184
- Navette St Georges : N4
- Stations Vélo'v : Saint-Jean (Cathédrale - Funiculaire) - Quai Romain Rolland (Ancien Palais de Justice) - Rue de la Baleine (Angle quai Romain Rolland)

## Origine du nom
La rue Saint-Jean tient son nom actuel de la cathédrale Saint-Jean à laquelle elle mène.

## Historique
La rue Saint-Jean a été tracée à la fin du IIIe siècle après que les habitants de Fourvière, la ville haute de Lugdunum, se sont vus privés de leur alimentation en eau et contraints de descendre vers la Saône pour bâtir peu à peu tout un quartier, où se trouve l'actuel Vieux Lyon.
La portion de la rue allant de la rue de la Bombarde à celle du Change était appelée rue du Palais en référence au palais de Roanne, à l'emplacement du Palais de Justice, puis du XVIe au XVIIe siècle grande rue. Cette rue menait à la porte Froc qui permettait l'accès au groupe cathédral de Lyon. La portion entre la rue de la Bombarde et la place Saint-Jean, à l'intérieur du clos épiscopal, était autrefois une portion de la rue Porte-Froc (actuelle rue de la Bombarde).
En 1582, les trésoriers du roi du bureau des finances, louent une maison pour y installer leurs locaux.

## Bâtiments remarquables et lieux de mémoire
- Au n°9: Maison rebâti en 1516, elle marque la transition du gothique flamboyant à la Renaissance.
- Au n° 24 : maison Laurencin, appelée aussi Grand Palais, propriété de Claude Laurencin seigneur de Taluyers, marié avec une dame d'honneur de la reine Anne de Bretagne dont il fut le trésorier. À l'intérieur, escalier à vis et cour entourée de loggias sur croisées d'ogive.
- Au n° 29 : Maison le Viste a été construite par Jean le Viste au XVe siècle. L'une des principales tapisseries qui l'ornaient, la tapisserie dite la Dame à la licorne est exposée au Musée national du Moyen Âge de l'hôtel de Cluny à Paris[1].
- Au n° 37, la maison du Chamarier.
- Au n°48 : maison classée monument historique. cartouche en pierre de Lucenay a été restauré.
- Au n° 58 : maison de Jean Gay, magistrat. On peut voir dans la cour un puits à trois accès : sur l'escalier, sur la cour et sur une échoppe. On trouve aussi des fresques de la maison exposées dans les galeries et un escalier à vis conduisant à une tour de guet.
- Au n° 60 : cette ancienne auberge La croix d'or a été entièrement restaurée pour devenir la maison des avocats puis actuellement le musée des Miniatures et décors de Cinéma. De la rue de la Bombarde, on peut voir les galeries de arcades de style Renaissance italienne.
- Au n°66 : l'écureuil indique une maison fondée en 1684.

### Traboules
La rue possède de très nombreuses cours et traboules dont beaucoup sont ouvertes aux visiteurs. La plus remarquable et la plus longue du Vieux Lyon part du n°54. Elle permet de traverser quatre maisons pour rejoindre la rue du Bœuf, au n°27. On trouve également les traboules suivantes :
- du n°7 vers le quai Romain-Rolland
- du n°10 vers le 2 rue de Gadagne
- du n°27 vers la rue des Trois Maries
- du n°34 vers la rue du Bœuf
- du n°41 vers la rue Mandelot
- du n°40 vers la place Neuve Saint Jean.